# 愛知県立知多東高等学校
愛知県立知多東高等学校（あいちけんりつ ちたひがしこうとうがっこう）は、愛知県知多市八幡に所在した公立の高等学校。

## 概要
2005年（平成17年）4月、知多高等学校と統合して、総合学科の愛知県立知多翔洋高等学校となった。

## 設置学科
- 普通科

## 所在地
- 愛知県知多市八幡字堂ケ島50-1

## 沿革
- 1983年（昭和58年）4月：開校。
- 2005年（平成17年）4月：知多高等学校と統合、総合学科の愛知県立知多翔洋高等学校となり、知多翔洋高校と併設。
- 2007年（平成19年）3月31日：閉校。校地は知多翔洋高校に引き継がれる。

## 主な卒業生
- ドラゴン・キッド（プロレスラー）
- フラッシュムーン（プロレスラー）
- 村竹勝司（NHKアナウンサー）
- 若林則康（NHKアナウンサー）